# 아양기찻길
아양기찻길(峨洋汽車-)은 대구광역시 동구에 위치한 폐철교를 리모델링해 만든 공공 문화공간이다.

## 역사
아양철교는 일제강점기 1936년 5월 금호강을 가로질러 지저동과 신암동을 잇기 위해 설치되었다. 2008년 2월에 대구선이 폐선되면서 철도로서의 쓰임을 잃었다. 아양철교는 매우 낡아서 철거를 요구하는 시민도 많았지만, 대구광역시 동구는 아양철교에 문화유산으로서 보존 가치가 있다고 판단하여 2009년부터 재생을 추진했다.
동구는 2011년과 2012년 아양철교의 구조 안전점검을 실시한 뒤 2013년 초 재생 공사를 시작했다. 설계와 시공은 서울대학교 디자인학부 백명진 교수가 이끄는 팀이 맡았다. 다리 위에는 산책로를 조성하고, 철로에는 유리를 덮어 옛 모습을 보존하기로 하였다. 다리 가운데에는 길이 57m, 폭 6~8m, 연면적 427.7m² 규모의 전망대 '아양뷰'가 설치되었다. 공사는 53억 원의 공사비를 들여 12월 23일에 마무리되었다. 시민의 문화공간으로 재탄생한 아양철교의 새로운 이름은 '아양기찻길'로 결정되었다.
아양기찻길은 "마을과 마을을 잇는 인도교"로 기능하고 있으며, 미술품 전시실, 카페, 휴게실 등이 있는 전망대는 시민들에게 "마을사랑방 역할을 하는 문화 공간"이 되었다. 아양기찻길은 폐철교를 공공 디자인과 접목하여 시민문화공간으로 복원한 점을 높이 평가받아, 2014년 레드닷 디자인 어워드를 수상했다. 2015년에는 드라마 《오 마이 비너스》의 촬영지로 사용되었다.
대구 동구의 관광 명소로 한동안 인기를 끌었던 아양기찻길은 점차 시설 노후화 등의 이유로 방문자가 줄었다. 코로나19 범유행 등을 거쳐 아양기찻길 개장 후 10년이 지난 2023년에는 전망대의 여가 시설 중 카페와 특산물 판매점 등은 모두 철수하고 미술품 전시실밖에 남지 않게 되었다. 아양기찻길 재활성화 방안을 모색하던 대구 동구는, K-2 공군기지 이전에 따라 공항 후적지와 지역 개발을 진행하는 과정에서 후적지 개발에 대한 주민 공감대 형성을 위해 2024년 아양뷰에 'New K-2 홍보관'을 개관하였다. 홍보관은 글로벌 수변도시로 변모할 동구의 미래를 체험해 볼 수 있는 여러 구성으로 이루어져 있다. K-2 홍보관으로 쓰이게 됨에 따라 아양뷰가 지닌 전시실 등 문화공간으로서의 기능은 사라지게 되었다.